# Charles-François Lebrun
Charles-François Lebrun (Saint-Sauveur-Lendelin (Coutances mellett), 1739. március 19. – Sainte-Mesme-i birtokán (Dourdan), 1824. június 24.) Piacenza hercege, francia államférfi.

## Életpályája
Párizsban végezte a jogot és azután Maupeau tanácsos (majd kancellár) házába került mint nevelő. Maupeau megbízásából több rendbeli brossúrát is írt a parlamentek ellen, de XVI. Lajos trónra lépése után kegyvesztetté lett. A forradalom küszöbén a La voix du citoyen című röpiratot tette közzé, mely oly feltünést keltett, hogy Párizsban a nemzetgyűlésbe választották, 1791-ben pedig Seine-et-Oise départementban a közigazgatási tanács elnöke lett. Az 1792. augusztus 10-ei felkelés folytán börtönbe került, melyből csak a rémuralom bukása után szabadult ki. 1795-ben az ötszázak tanácsában kapott helyet, mely testületnek 1796. február 20-án elnöke lett. A brumaire 18–19-i államcsíny előestéjén Bonaparte tábornok zászlajához szegődött, aki azután hálából Lebrunt mint harmadik konzult maga mellé emelte. Ebben az állásban a pénzügy javítása és a legfelsőbb pénzügyi tanács szervezése körül szerzett érdemeket. A császárság megalapítása után Napóleon főkincstárnokká nevezte ki és Liguria élére állította, melyet azután 1806-ban francia département-ná alakított át. Erre Napóleon Piacenza hercegévé tette. Midőn Louis Bonaparte Hollandia trónjáról 1810-ben leköszönt, Lebrun lett Hollandia kormányzója. Ebben az állásban megmaradt 1813-ig, amikor a szövetségesek elől Párizsba menekült. Itt a Bourbonok restaurációja érdekében működött, amiért XVIII. Lajostól a pair-méltóságot kapta. De mivel a száz napos uralom alatt Napóleonhoz pártolt (akitől a párizsi egyetem nagymesterének címét elfogadta), a visszatérő Bourbonok állásától elmozdították. Csak 1819-ben sikerült  a pair-kamarába bejutnia, ahol a mérsékelt alkotmányos párt soraiban foglalt helyet. Lebrun az akadémiának is tagja volt és ifjú korában több rendbeli műfordítással tette nevét ismeretessé. Lefordította többek között Torquato Tasso Megszabadított Jeruzsálemét (Párizs, 1774, 2 kötet, 2. kiadás 1840) és az Iliaszt (1776, 3 kötet, 2. kiadás 1809). 

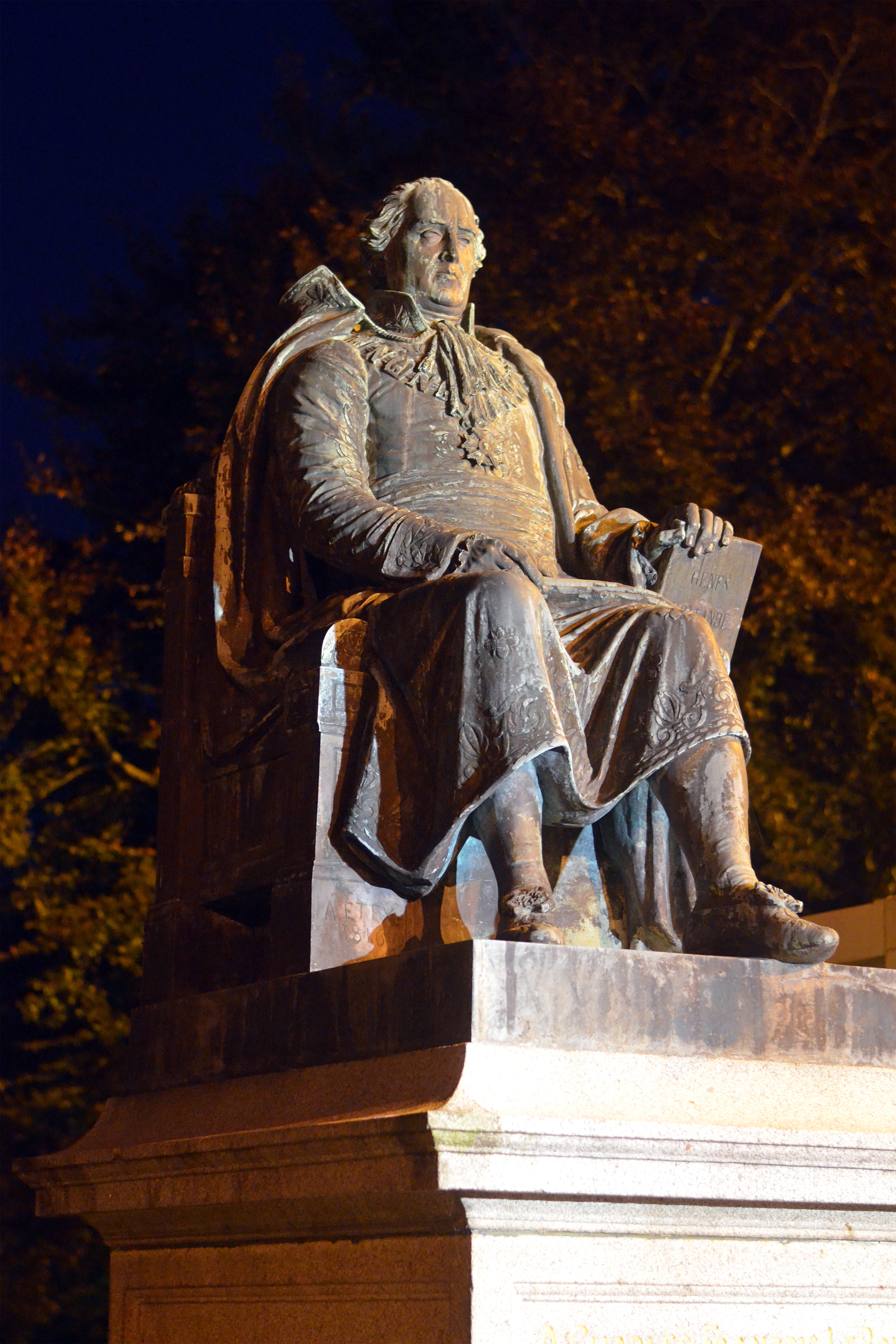
Szobra

## Emlékezete
Coutances-ban 1847-ben szobrot emeltek emlékének.